# Wolf Irion
Wolf Irion (* 1909 in Stuttgart; † 1981 ebenda) war ein deutscher Architekt.

## Leben
Irion bestand 1928 das Abitur am Karls-Gymnasium Stuttgart.
Von 1928 bis 1934 studierte er	Architektur an der Hochschule für Technik Stuttgart, dabei absolvierte er zwei Semester an den Technischen Universitäten Charlottenburg und Danzig.
Nach dem Diplom arbeitete er zwei Jahre als Stadtplaner in Elbing/Westpreußen, wo er sich 1938 als freier Architekt niederließ. Von 1946 bis 1952 war er Planer bei der Stadt Stuttgart, seit 1952 betrieb er dort ein eigenes Architekturbüro.
Irion war vorwiegend für öffentliche Auftraggeber tätig. Er entwarf zahlreiche Schulen, Gemeindezentren und Krankenhäuser im Stuttgarter Raum. Unter den Wohngebäuden sticht sein zweites Privathaus von 1966 hervor: ein in der Formensprache des Brutalismus gehaltenes Hanghaus. Sein Nachlass befindet sich im Archiv für Architektur und Ingenieurbau (saai).

## Bauten
- 1954: Wohnhaus Irion in Stuttgart

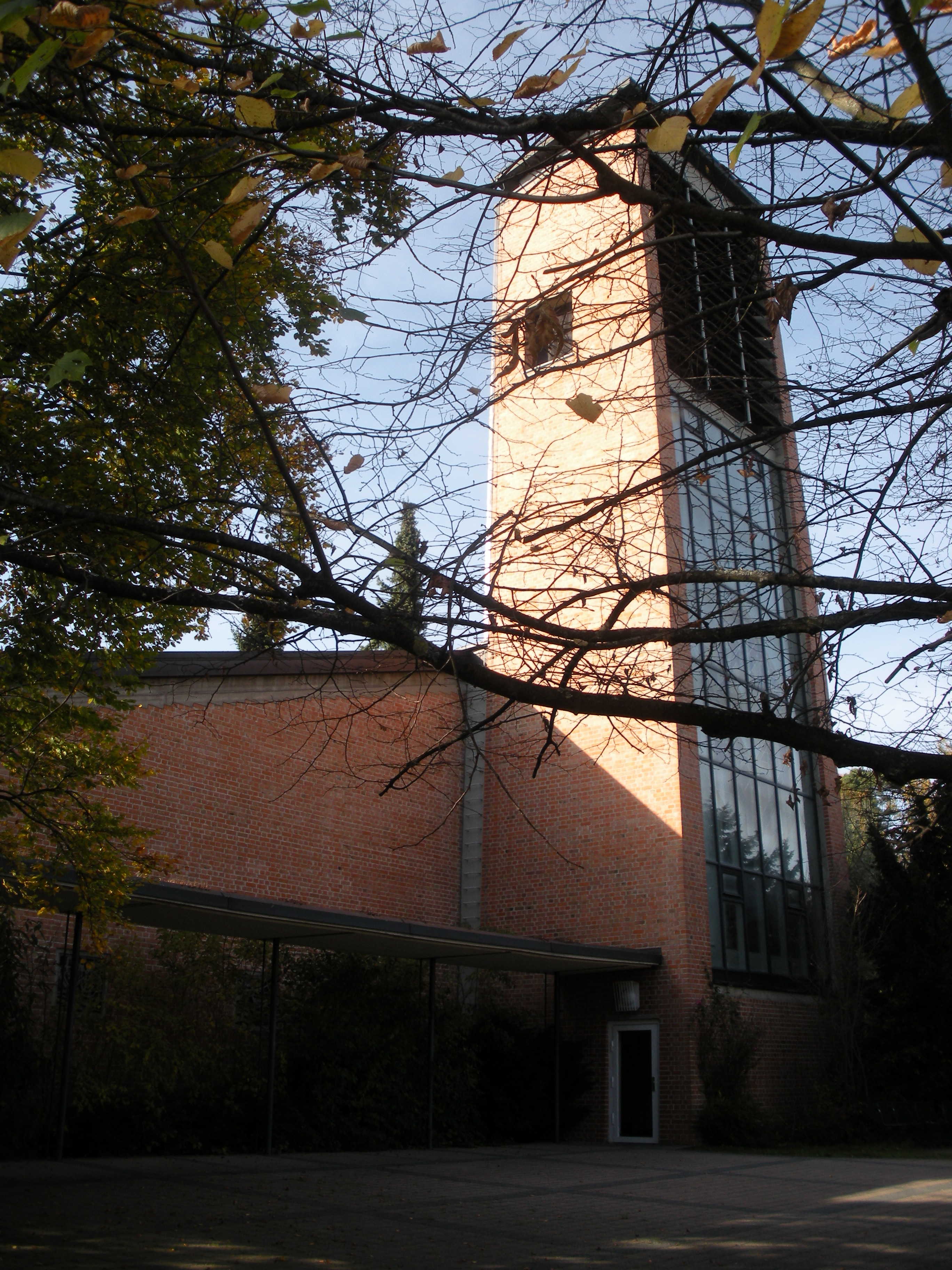
Ev. Versöhnungskirche Stuttgart-Büsnau (1957)

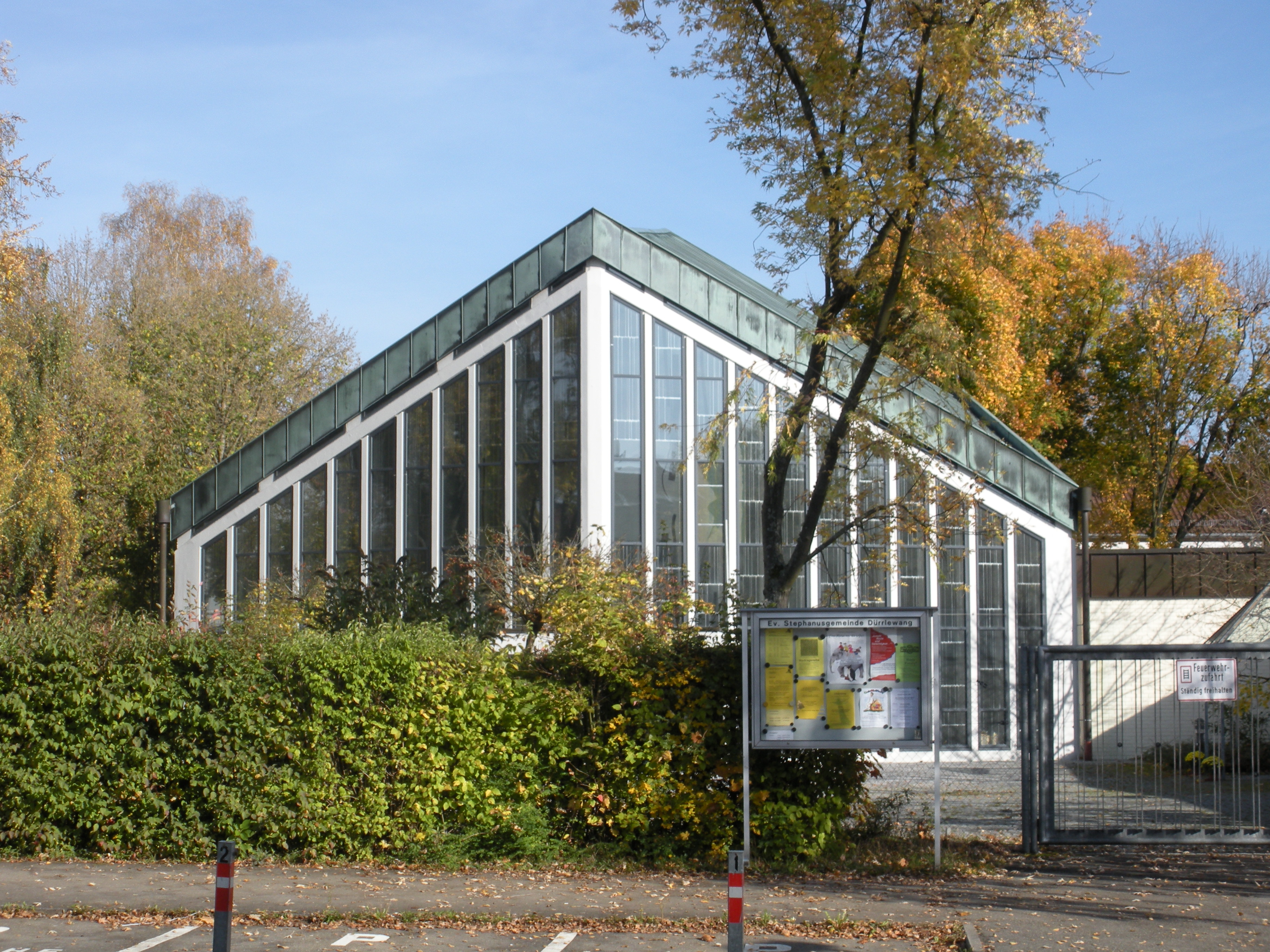
Ev. Stephanuskirche Stuttgart-Dürrlewang (1965)

- 1954: Rauchbeinschule in Schwäbisch Gmünd[2] ⊙
- 1955: Landespavillon in Stuttgart-Killesberg
- 1956: Berufsschule in Waiblingen
- 1957: Kinderkrankenhaus in Waiblingen
- 1957: Schwesternheim in Waiblingen
- 1957: Kinderkrankenhaus Engelsbrand
- 1957: Gymnasium in Geislingen
- 1957: Ev. Versöhnungskirche in Stuttgart-Büsnau⊙
- 1957: Abspannwerk in Stuttgart-Bad Cannstatt (2016 abgerissen)
- 1957: Geschosswohnungen in Stuttgart-Rohr
- 1958: Ev. Kirche in Stuttgart-Vaihingen
- 1958: Reihenhaus in Stuttgart-Büsnau
- 1958: Hochbehälter für die Bodensee-Wasserversorgung
- 1958: Wohn- und Geschäftshaus in Stuttgart-Rohr
- 1958: Gemeindezentrum in Korntal
- 1959: Grund- und Hauptschule in Gaildorf
- 1961: Ev. Gemeindezentrum Hospitalhof in Stuttgart[3]⊙
- 1964: Grundschule in Bietigheim-Buch ⊙
- 1964: Kindergarten in Bietigheim-Buch
- 1964: Kindergarten in Ingersheim
- 1965: Einfachstwohnungen in Stuttgart-Büsnau
- 1965: Ev. Gemeindezentrum in Stuttgart-Dürrlewang ⊙
- 1965: Einfachwohnhäuser in Stuttgart-Dürrlewang
- 1966: Studentenwohnheim in Freiburg
- 1966: Wohnhaus Irion in Stuttgart-Rohr[4] ⊙
- 1966: Ev. Kirche in Stuttgart-Vaihingen
- 1967: Stadtbad Geislingen (abgerissen)
- 1967: Verwaltungsgebäude in Tübingen
- 1967: Gemeindehalle in Schönaich
- 1967: Ev. Gemeindezentrum in Reutlingen
- 1969: Ev. Zentrum der Bundeswehr in Sigmaringen
- 1970: Wichernschule in Hannover
- 1970: Turnhalle und Schwimmbad in Stuttgart-Bad Cannstatt
- 1971: 2. Bauabschnitt Friedrich-Schiller-Gymnasium in Fellbach
- 1971: Wohnanlage in Stuttgart-Lauchhau[5]
- 1974: Grund- und Sonderschule in Schönaich

## Auszeichnungen
- 1970: Hugo-Häring-Preis für die Wohnbebauung Lauchhau
- 1971: Deutscher Architekturpreis für die Wohnbebauung Lauchhau